# مرغ‌های ویلیس
مرغ‌های ویلیس (نام علمی: Willisornis) نام یک سرده از تیره مورچه‌مرغ است.